# USA Table Tennis
USA Table Tennis (USATT), gegründet 1933 als United States Table Tennis Association (USTTA) und Ende 1993 umbenannt in USA Table Tennis, ist die Spitzenorganisation des US-amerikanischen Tischtennissports. Dem Verband sind über 285 Vereine und 9000 Mitglieder angeschlossen. Verbandssitz ist Colorado Springs, wo sich auch das U.S. Olympic & Paralympic Training Center befindet.

## Aufgaben des Verbands
USATT ist unter Federführung des United States Olympic & Paralympic Committee organisiert. Der Verband ist seit 1933/34 ITTF-Mitglied und organisiert über 350 Turniere pro Jahr, die wichtigsten sind die U.S. National Championships (kurz U.S. Nationals) und die U.S. Open. Beide werden jährlich veranstaltet, die U.S. Open seit 1931, die U.S. Nationals seit 1976 und beinhalten neben den Einzel-Wettbewerben auch Doppel und Mixed.
Der Verband ist zudem verantwortlich für die Nationalmannschaften, das Nationaltrainer-Team bestand 2024 aus sieben Trainern und regelt das nationale Spieler-Ranking. Um dieses zu reformieren, läuft seit 2024 ein Pilot für ein neues Bewertungssystem, das ähnlich der ITTF-Weltrangliste auf Turniererfolgen basiert, hier allerdings für die letzten 24 statt der 12 Monate bei der Weltrangliste.
Von 1934 bis 2014 gab der Verband ein Tischtennis-Magazin als Print-Version heraus, in Summe wurden 556 Ausgaben veröffentlicht. 
Die 71 Ausgaben von 1992 bis 1995 und 1999 bis 2007 mit Larry Hodges als Redakteur stehen online durchsuchbar bereit. Zunächst hieß das Magazin Table Tennis Topics, von 1992 bis 1995 Table Tennis Today und schließlich USA Table Tennis Magazine. Seit Februar 2015 wird der USATT Insider wöchentlich digital veröffentlicht und kann per Mail abonniert werden (Newsletter), unter anderem mit Neuigkeiten aus der Nationalmannschaft, Trainingstipps und Videos. Im Insider Archive werden bisherige Ausgaben bereitgestellt.

## Präsidenten und Vorsitzende
Bis 2007 wurde von den Mitgliedern ein Präsident (President) gewählt. Seit 2008 wird ein Vorsitzender (Board chair) vom Vorstand (Board of Directors) gewählt, der (Stand 2024) aus 11 Mitgliedern bestand. Zusätzlich gibt es seit 1977 Executive Directors, seit 2007 als Chief Executive Officer (CEO) geführt. Im USATT-Mitarbeiterverzeichnis wurden 2024 inklusive CEO 9 Personen geführt.
Seit der Gründung gab es folgende Präsidenten, Direktoren und Vorsitzende:

### Präsidenten
- William Stewart, Apr. 1934 – Sept. 1935
- Carl Zeisberg, Okt. 1935 – Sept. 1936
- Sidney Biddle, Okt. 1936 – Nov 1936
- Carl Zeisberg, Nov 1936 – Apr. 1938 (Zweite Amtszeit)
- Morris Bassford, Mai 1938 – Februar 1939
- Stanley Morest, März 1939 – April 1939
- Fred Clouther, Mai 1939 – Sept. 1941
- Victor Rupp, Okt. 1941 – Sept. 1942
- Larry Minnekar, Okt. 1942 – Sept. 1944
- Carl Nidy, Okt. 1944 – Sept. 1946
- Elmer Cinnator, Okt. 1946 – Sept. 1951
- James Shrout, Okt. 1951 – Dez. 1954
- Otto Ek, Jan. 1955 – Apr. 1958
- Rufford Harrison, Mai 1958 – April 1962
- Norman Kilpatrick, Mai 1962 – Aug. 1963
- Charles Burns, Sept. 1963 – Mai 1964
- Herman Prescott, Juni 1964 – Sept. 1965
- Richard Feuerstein, Okt. 1965 – März 1968
- Graham Steenhoven, Apr. 1968 – Sept. 1972
- Tim Boggan, Okt. 1972 – Mai 1975
- Charlie Disney, Juni 1975 – Mai 1976
- Sol Schiff, Juni 1976 – Mai 1984
- Tim Boggan, Juni 1984 – Mai 1986 (Zweite Amtszeit)
- Sol Schiff, Juni 1986 – Mai 1988 (Zweite Amtszeit)
- Mel Eisner, Juni 1988 – Mai 1990
- Dan Seemiller, Juni 1990 – Mai 1995
- Terry Timmins, Juni 1995 – Mai 1998
- Jim McQueen, Juni 1998 – Mai 1999
- Sheri Soderberg Pittman, Mai 1999 – Dezember 2007 (jetzt Sheri Cioroslan)

### Chief Executive Officers
- Bill Haid, 1977–1984 (erster Executive Director, kurz ED)
- Bob Tretheway, 1984–1989 (Programmdirektor, war inoffiziell ED)
- Scott Mathews, 1989–1991 (stellvertretender ED/ED)
- Kae Browning Rader, 1. Juni 1991 – 1994 (ED)
- Paul Montville, Juni 1994 – 10. Nov. 1997 (ED)
- Kevin Carlon, 16. Apr. 1998 – 28. Feb. 1999 (ED)
- Linda Gleeson, 1. März 1999 – 9. Juli 1999, (stellvertretende ED)
- Ben Nisbet, 10. Juli 1999 – 30. Nov. 2000 (ED)
- Dwight Johnson, 26. März 2001 – 18. März 2002 (kommissarischer ED bis 8. Juli 2001, dann ED)
- Ray Essick, 19. März 2002 – 6. Mai 2002 (ED)
- Clark Mitchell, 1. Nov. 2002 – 7. April 2003 (ED)
- Doru Gheorghe, 8. April 2003 – 15. Aug. 2007 (ED, auch Cheftrainer der USA-Damen-Nationalmannschaft 1998 bis 2016)[17]
- Mike Cavanaugh, 17. Aug. 2007 – 1. Juni 2014 (CEO)
- Doru Gheorghe, 1. Juni 2014 – 18. Sept. 2014 (Interims–CEO)
- Gordon Kaye, 19. Sept. 2014 – 31. Dez. 2018 (CEO)
- Virginia Sung, 20. Mai 2019 – heute (CEO)

### Board Chairs
- Peter Scudner, 17. Juli 2008 – 4. Feb. 2013
- Mike Babuin, 4. Feb. 2013 – 21. Jan. 2015
- Peter Scudner, 21. Jan. 2015 – 13. Feb. 2017
- Anne Cribbs, 17. Februar 2013 – 18. Dez. 2019
- Richard Char, 26. Feb. 2020 – heute

## US Table Tennis Hall of Fame
Die US Table Tennis Hall of Fame ehrt Athleten und Personen, die sich um den Tischtennissport in den USA verdient gemacht haben. In diesem Kontext wird auch der 
Mark Matthews Lifetime Achievement Award vergeben. Die US Table Tennis Hall of Fame wurde 1966 ins Leben gerufen, ist seit 2007 unabhängig und besteht (Stand 2024) aus 168 Mitgliedern.